# Луки (Коростенський район)
Луки́ (колишня назва Дермановка, Дерманка) — село в Україні, у Коростенському районі Житомирської області. Населення становить 348 осіб. Входить до складу Малинської міської громади.
До 2020 року орган місцевого самоуправління — Луківська сільська рада.

## Населення

### Мова
Розподіл населення за рідною мовою за даними перепису 2001 року:
| Мова            | Кількість | Відсоток |
| --------------- | --------- | -------- |
| українська      | 344       | 98.85%   |
| російська       | 3         | 0.86%    |
| інші/не вказали | 1         | 0.29%    |
| Усього          | 348       | 100%     |